# John Hall den yngre
John Hall den yngre, född 23 december 1771 vid Östra Hamngatan 19 i Göteborg, död 28 eller 29 december 1830 vid Döbelnsgatan eller Norrtullsgatan i Stockholm, var en svensk företagare. Hans levnadsöde låg till grund för Sophie Elkans skönlitterära roman John Hall - en historia från det gamla Götheborg, utgiven 1899.

## Biografi

### Familj
Fadern var grosshandlare John Hall d.ä. (1735-1802), gift 1765 med Christina, född Gothén (1749-1825). 
I tron att sonen aldrig kunde bli fattig lät fadern Hall tillfredsställa alla nycker, gav honom vad som uppfattades som en förvänd uppfostran.
Hall utvecklade sig, kanske till följd av sin uppfostran, till en envis, självrådig, i praktiska ting ganska oduglig man.
John Hall d.y. gifte sig 19 november 1805 med Constance Koskull (1788-1840), dotter till krigsrådet och överinspektorn vid tullen i Göteborg, Gustaf Fredric Koskull. Paret fick dottern Mariana Kristina Charlotta, född 6 augusti 1807 och gift med underlöjtnanten vid Värmlands fältjägarekår, Eduard Beckman. Constance Hall beskrivs av sin samtid som "Vacker, kvick, nyckfull, god, fåfäng och älskvärd fängslade Constance vid sin triumfvagn konungar och bryggare, prinsar och judar, grevar och bodknoddar, skottar och ryssar, amerikanare och italienare". Paret begärde om skilsmässa 1809, vilken verkställdes enligt kungligt beslut 1811.
Halls syster Christina (1773-1839) gifte sig med amiralen, greve Claes Adam Wachtmeister.

### Arvtagare och utblottad
John Hall d.y. ärvde vid faderns död 1802 det framgångsrika handelshuset John Hall & Co och familjens sommarställe Gunnebo slott utanför Mölndal, men han ärvde inte sin fars näsa för affärer. Han var intresserad av de fria konsterna, musik, litteratur och teckning. Han gjorde bland annat teckningar i blyerts av Gunnebo, som finns bevarade. Själv finns han avporträtterad i slutet av sitt liv, i nedgånget skick, i Stockholm av Johan Tobias Sergel.
I början av 1800-talet kom en konjunkturnedgång och det ryktades, att sonen blev lurad av pappans kontorschef, David Carnegie d.ä.. Den 2 mars 1807 gick handelshuset i konkurs. John Hall d.y. inledde en lång rad processer, han var fortfarande välbärgad, men förmögenheten minskade med processandet. 1828 såldes Gunnebos inredning på auktion. Fastigheten var då sedan några år begärd i kvarstad. Efter John Hall d.y.:s död 1830 såldes Gunnebo på auktion 1832. Åren 1807 till 1832 inbringade ett stort antal auktioner 463 700 riksdaler banco, vid försäljning av "Bruk, sågar och andra egendomar; lös och fast egendom i Göteborg; biblioteket med tavlor och gravyrer samt naturaliekabinettet; lösöret på Gunnebo och slutligen Gunnebo självt ...".
John Hall d.y. begravdes på Adolf Fredriks kyrkogård i Stockholm den 4 januari 1831.

### Utseende
En resande främling, Pram, berättar om den unge John Hall i sin dagbok:
"...förstår och talar (fastän han i allmänhet sällan yttrar sig) flera språk. Han har en mycket vacker boksamling, framför allt nyare dyrbara resebeskrivningar, geografiska verk och kartor. Han är inne i botanik och mineralogi och äger en sällsynt mineraliesamling, liksom även en utmärkt samling tavlor och kopparstick. Hans hus är elegant och gästfritt. Själv har herr Hall aldrig varit barberad och han har därför ett tre kvarts aln långt skägg; är dessutom besynnerlig i sin dräkt liksom i hela sitt väsen. För övrigt är han insiktsfull i allmänhet och en kvick karl, och hans besynnerlighet lär varken härleda sig av melankoli eller religiöst grubbel. Han är i förhållande till sin rikedom ingen slösare, men han är mycket välgörande och givmild."

## Eftermäle
Författarinnan Sophie Elkan publicerade 1899 John Hall, en skönlitterär roman om John Hall d.y.